# The Wildlife Society
The Wildlife Society（ザ・ワイルドライフ・ソサエティ）は、野生動物と人間が共存する社会の構築を目指して、主に北アメリカを中心に活動する非営利の科学教育団体。
1937年に設立された。野生動物の保護や管理、専門家の育成、学術雑誌の出版などを行っている。
団体のロゴは、古代エジプトのヒエログリフを用いており、獣・鳥・魚・花といった野生生物が描かれている。

## 出版物
- The Journal of Wildlife Management
- The Wildlife Professional
- Wildlife Society Bulletin
- Wildlife Monographs
- Wildlife Policy News